# Paradela (Chaves)
Paradela de Monforte é uma localidade portuguesa sede da Freguesia de Paradela de Monforte do Município de Chaves, freguesia com 8,22 km² de área e 216 habitantes (censo de 2021), tendo, por isso, uma densidade populacional de 26,3 hab./km².

## Toponomia
Situa-se a uma altitude média de 722 metros. O ponto mais baixo localiza-se junto ao rio Arcossó no limite da freguesia com Santo António de Monforte (600 m) e o ponto mais alto no limite com a freguesia de Cimo de Vila da Castanheira (800 m) e até 31 de Dezembro de 1853, pertenceu ao concelho de Monforte de Rio Livre.

## História
Eclesiasticamente, esteve incluída na Diocese de Miranda do Douro, depois na de Bragança e só em 1922 passou a pertencer à então criada Diocese de Vila Real.

## Demografia
A população registada nos censos foi:
| Distribuição da População por Grupos Etários | Distribuição da População por Grupos Etários | Distribuição da População por Grupos Etários | Distribuição da População por Grupos Etários | Distribuição da População por Grupos Etários |
| -------------------------------------------- | -------------------------------------------- | -------------------------------------------- | -------------------------------------------- | -------------------------------------------- |
| Ano                                          | 0-14 Anos                                    | 15-24 Anos                                   | 25-64 Anos                                   | > 65 Anos                                    |
| 2001                                         | 52                                           | 43                                           | 169                                          | 54                                           |
| 2011                                         | 26                                           | 26                                           | 128                                          | 82                                           |
| 2021                                         | 11                                           | 17                                           | 105                                          | 83                                           |